# Tokyo Indoor 1990
Il Tokyo Indoor 1990 è stato un torneo di tennis giocato sintetico indoor. È stata la 13ª edizione del Tokyo Indoor, che fa parte della categoria Championship Series nell'ambito dell'ATP Tour 1990. Si è giocato a Tokyo in Giappone dall'8 al 14 ottobre 1990.

## Campioni

### Singolare maschile
Ivan Lendl ha battuto in finale  Boris Becker per 4–6, 6–3, 7–6(5).

### Doppio maschile
Guy Forget /  Jakob Hlasek hanno battuto in finale  Scott Davis /  David Pate per 7-6, 7-5.